# Julio Borges

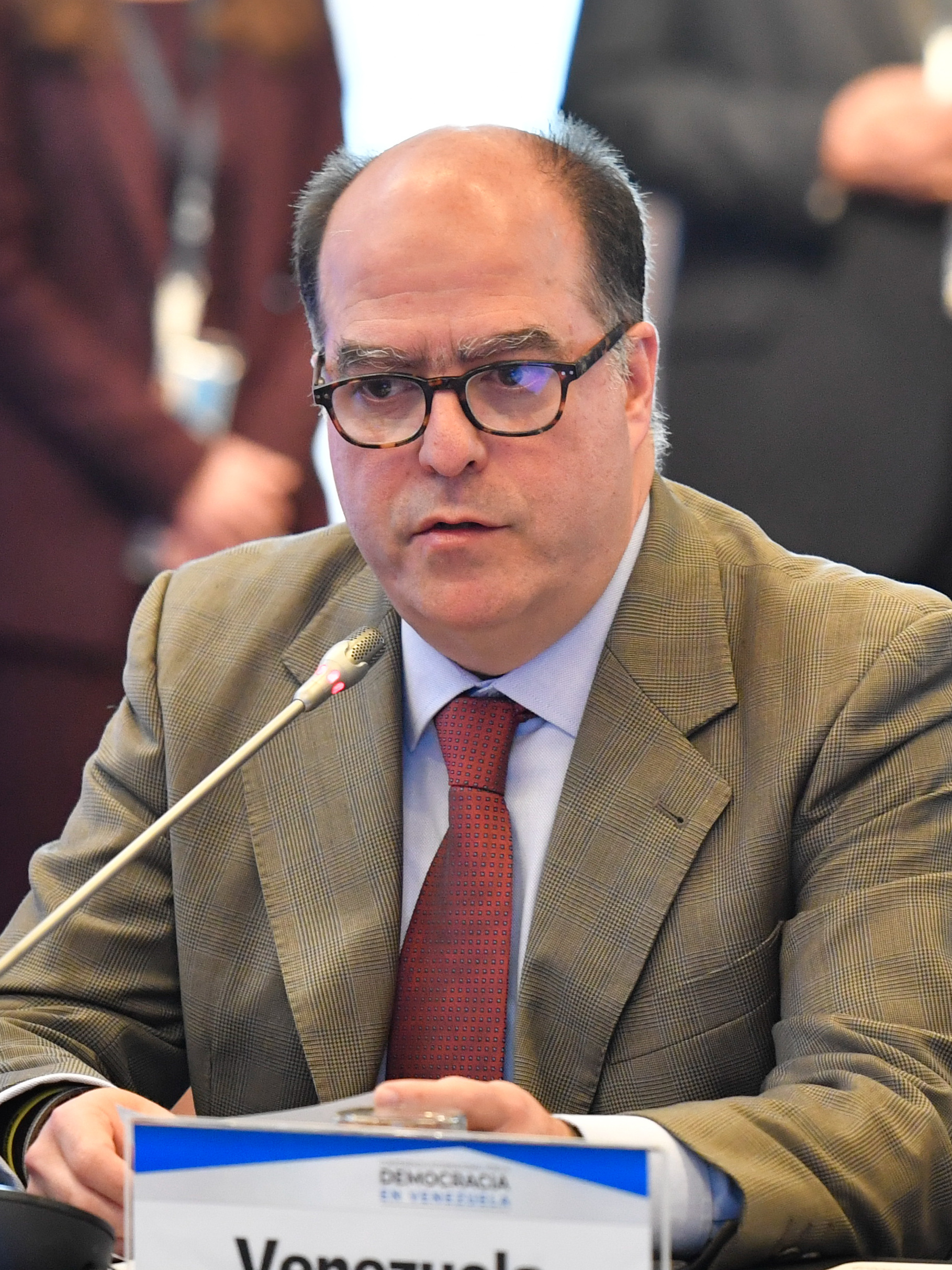
Julio Borges

Julio Andres Borges (Caracas, 22 oktober 1969) is een Venezolaans politicus en lid van de Venezolaanse Nationale Assemblé voor de partij Primero Justicia.
Hij was kandidaat door de Venezolaanse partij Primero Justicia voor de presidentsverkiezingen in Venezuela in het jaar 2006. Het motto van zijn campagne was Hacia El Progreso Popular (Voor de vooruitgang van het volk).
Borges is een politiek tegenstander van president Hugo Chávez en zijn regering.